# 2019 en Tunisie
Chronologie de la Tunisie
- 2015
- 2016
- 2017
- 2018
- 2019
- 2020
- 2021
- 2022
- 2023

Cet article présente les faits marquants de l'année 2019 en Tunisie ou relatifs à la Tunisie.

## Événements
- 27 janvier : le parti Tahya Tounes est fondé à Monastir[1].
- 9 février : les auteurs des attentats du musée du Bardo et de Sousse sont condamnés par le tribunal de Tunis[1].
- 6-10 mars : une maladie nausocomiale entraîne la mort de quinze nouveau-nés dans la maternité Wassila-Bourguiba de Tunis[1].
- 27 juin :
  - Deux explosions ont lieu à Tunis lors du Jeudi noir : la première au croisement de la rue Charles-de-Gaulle et l'avenue de France au centre-ville[2] ; une autre survient quelques minutes plus tard dans le parking du siège de la Brigade antiterrorisme à El Gorjani causée par une ceinture explosive avec laquelle l'individu cherchait sans succès à s'infiltrer dans le bâtiment[3].
  - Deux heures après la première explosion, la présidence de la République annonce dans un communiqué que le président Béji Caïd Essebsi a été victime d'un malaise aigu qui a nécessité son transfert à l'hôpital militaire de Tunis[4] , sa situation est qualifiée de grave[5].
- 25 juillet : le président Béji Caïd Essebsi meurt des suites de son malaise ; Mohamed Ennaceur le remplace par intérim, l'élection présidentielle prévue pour novembre étant avancée au 15 septembre.
- 13-15 septembre : l'élection présidentielle a lieu de manière anticipée le 15 en Tunisie et du 13 au 15 à l'étranger pour le premier tour ; elle vise à élire le président de la République pour un mandat de cinq ans.
- 19 septembre : l'ancien président Zine el-Abidine Ben Ali meurt.
- 6 octobre : les élections législatives[6] destinées à élire l'Assemblée des représentants du peuple pour un mandat de cinq ans sont organisées ; il s'agit des seizièmes élections législatives et des deuxièmes depuis l'adoption de la Constitution entrée en vigueur le 7 février 2014.
- 13 octobre : le juriste conservateur Kaïs Saïed est élu président de la République lors du second tour de l'élection présidentielle.

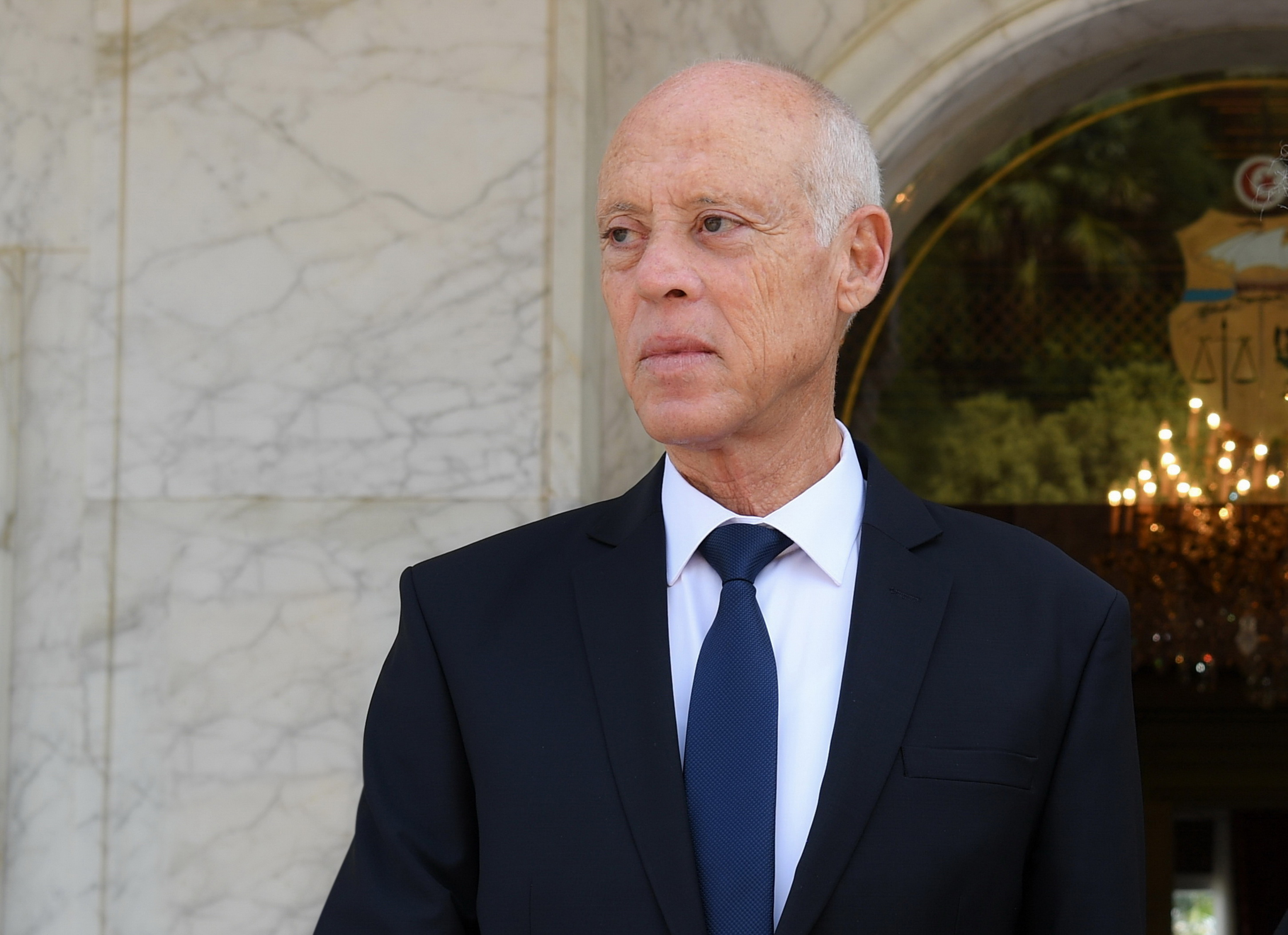
Kais Saied en 2019.

- 15 novembre : Habib Jemli est désigné chef du gouvernement.
- 1er décembre : l'accident d'Aïn Snoussi survient sur la route nationale 11 près d'Amdoun ; il fait trente morts ainsi que quinze blessés.

## Sports

### Aviron
- Championnats d'Afrique d'aviron 2019

### Basket-ball
- Championnat de Tunisie masculin de basket-ball 2018-2019
- Championnat de Tunisie masculin de basket-ball 2019-2020
- Coupe de Tunisie masculine de basket-ball 2018-2019
- Coupe de Tunisie masculine de basket-ball 2019-2020

### Football
- Équipe de Tunisie de football en 2019
- Championnat de Tunisie de football 2018-2019
- Championnat de Tunisie de football 2019-2020
- Coupe de Tunisie de football 2018-2019
- Coupe de Tunisie de football 2019-2020
- Championnat de Tunisie de football de deuxième division 2018-2019
- Championnat de Tunisie de football de deuxième division 2019-2020
- Championnat de Tunisie de football de troisième division 2018-2019
- Championnat de Tunisie de football de troisième division 2019-2020

### Handball
- Championnat de Tunisie masculin de handball 2018-2019
- Championnat de Tunisie masculin de handball 2019-2020

### Lutte
- Championnats d'Afrique de lutte 2019

### Pétanque
- Championnats d'Afrique de pétanque 2019

### Volley-ball
- Championnat d'Afrique masculin de volley-ball 2019

## Culture

### Cinéma
- Journées cinématographiques de Carthage 2019, 30e édition du festival se déroulant du 26 octobre au 2 novembre.
- Les Épouvantails, film tunisien réalisé par Nouri Bouzid et sorti en 2019.
- Noura rêve, film dramatique franco-belgo-tunisien réalisé par Hinde Boujemaa et sorti en 2019.
- Sortilège, film dramatique franco-tunisien réalisé par Ala Eddine Slim et sorti en 2019.
- Un divan à Tunis, comédie dramatique franco-tunisienne réalisée par Manele Labidi et sortie en 2019.
- Un fils, film tuniso-franco-qataro-libanais, réalisé par Mehdi Barsaoui et sorti en 2019.
- La Voie normale, documentaire tunisien réalisé par Erige Sehiri et sorti en salle en Tunisie le 27 mars traite d'une ligne ferroviaire de l'ouest de la Tunisie ; la ligne de Djedeida à Bizerte est la première ligne ferroviaire à voie normale (selon l'écartement standard des rails), mais aussi l'une des moins bien entretenues de la Société nationale des chemins de fer tunisiens[7].

### Littérature
- 27 avril : le Comar d'or est attribué à :
  - Lella Sayda (للاّ السيدة), ouvrage en langue arabe de Tarek Chibani (ar) ;
  - deux ouvrages en langue française : Jugurtha : un contre-portrait de Rafik Darragi et La Princesse de Bizerte de Mohamed Bouamoud.

## Naissances en 2019
- Naissance en Tunisie en 2019

## Décès en 2019
- Décès en Tunisie en 2019